# Брежнєв Дмитро Данилович
Дмитро Данилович Брежнєв (нар. 7 листопада 1905, село Писклово Курської губернії, тепер Курського району Курської області, Російська Федерація — 4 квітня 1982, місто Ленінград, тепер Санкт-Петербург, Російська Федерація) — радянський діяч, селекціонер рослин, 2-й секретар Ленінградського обласного комітету КПРС, доктор сільськогосподарських наук (1953), професор (1954), академік ВАСГНІЛ (1956), 1-й віцепрезидент ВАСГНІЛ (1956—1961, 1968—1973). Депутат Верховної ради Російської РФСР 4-го скликання. Член ЦК КПРС у 1956—1961 роках. Герой Соціалістичної Праці (5.11.1975).

## Життєпис
Народився в селянській родині.
Член ВКП(б) з 1926 року.
У 1933 році закінчив Воронезький сільськогосподарський інститут.
У 1933—1934 роках — директор Ахтубинської зональної дослідної станції.
У 1934—1936 роках — директор Грибовської селекційно-дослідної станції.
У 1936—1939 роках — аспірант Всесоюзного науково-дослідного інституту рослинництва в Ленінграді.
У 1937—1941 роках — завідувач відділу овочевих культур Всесоюзного науково-дослідного інституту рослинництва.
У 1939—1940 роках — у Червоній армії.
З 1941 по 1946 рік — у Червоній армії, учасник німецько-радянської війни. У 1944—1945 роках — лектор політичного відділу 7-ї армії, а потім заступник начальника армійських курсів молодших лейтенантів.
У 1946—1950 роках — завідувач відділу овочевих культур Всесоюзного науково-дослідного інституту рослинництва в Ленінграді.
У 1950 році — заступник голови виконавчого комітету Ленінградської обласної ради депутатів трудящих.
У 1950—1952 роках — секретар Ленінградського обласного комітету ВКП(б).
У 1952—1954 роках — завідувач відділу овочевих культур Всесоюзного науково-дослідного інституту рослинництва в Ленінграді.
18 лютого 1954 — 1956 року — 2-й секретар Ленінградського обласного комітету КПРС.
У 1956—1961 роках — 1-й віцепрезидент Всесоюзної академії сільськогосподарських наук імені Леніна (ВАСГНІЛ) і головний редактор журналу «Вісник сільськогосподарської науки».
У 1961—1965 роках — завідувач відділу овочевих культур Всесоюзного науково-дослідного інституту рослинництва в Ленінграді.
У 1966 — 4 квітня 1982 роках — директор Всесоюзного науково-дослідного інституту рослинництва імені М. І. Вавілова в Ленінграді.
Одночасно у 1968—1973 роках — 1-й віцепрезидент Всесоюзної академії сільськогосподарських наук імені Леніна (ВАСГНІЛ). У 1970—1982 роках — головний редактор журналу «Вісник сільськогосподарської науки».
Указом Президії Верховної Ради СРСР від 5 листопада 1975 року за великі заслуги в науково-виробничій діяльності в галузі рослинництва, підготовку наукових кадрів і в зв'язку з сімдесятиріччя з дня народження дійсному члену Всесоюзної академії сільськогосподарських наук імені Леніна Брежнєву Дмитру Даниловичу присвоєно звання Героя Соціалістичної Праці з врученням ордена Леніна і золотої медалі «Серп і Молот».
Займався вивченням овочевих культур, зокрема, томатів. Зробив значний внесок в пізнання генетики, біології розвитку і систематики томатів. Під його керівництвом створені цінні сорти цієї культури, розроблена система насінництва тепличних томатів, огірків та інших овочів. За його безпосередньої участі отримали розвиток нові напрями селекції: віддалена гібридизація, експериментальний мутагенез, використання гетерозису для підвищення врожайності і стійкості рослин до несприятливих факторів.
Почесний доктор Будапештського університету (1969), дійсний член Сільськогосподарської академії Німецької Демократичної Республіки (1960), почесний член Всеамериканської асоціації садівників (1968) і Французької сільськогосподарської академії (1971), член Угорської академії наук (1972), член Міжнародної ради із генетичних ресурсів рослин Продовольчої і сільськогосподарської організації ООН (ФАО) (1970), член правління Європейської наукової асоціації із селекції рослин (1968, президент 1976—1980 роки).
Помер 4 квітня 1982 року в Ленінграді. Похований в Москві на Кунцевському цвинтарі.

## Нагороди
- Герой Соціалістичної Праці (5.11.1975)
- два ордени Леніна (29.11.1965, 5.11.1975)
- орден Жовтневої Революції (8.04.1971)
- орден Вітчизняної війни ІІ ст. (7.07.1944)
- три ордени Трудового Червоного Прапора (12.06.1954, 28.03.1956, 22.06.1957)
- орден Червоної Зірки (12.09.1945)
- орден «Знак Пошани» (27.10.1949)
- Золота медаль імені Мічуріна
- сім медалей ВДНГ СРСР
- медалі
- Сталінська премія ІІІ ст. (1952) — за виведення нових сортів овочевих культур і просування їх насінництва в північну зону
- Заслужений діяч науки Російської РФСР